# Konrad von Ingersheim
Konrad von Ingersheim (gelebt um 1288) war ein Ritter in Ingersheim am Neckar und Ministerialer der Grafen von Vaihingen.

## Kinder
Er war verheiratet und hatte vier Kinder: Konrad, Götz, Laudilie und Engelin.

## Urkundliche Erwähnungen
Am 12. März 1286 bezeugte Konrad von Ingersheim, dass Graf Konrad III. von Vaihingen dem Kloster Rechentshofen den ganzen Rest des Walds Grafenhart um 38 Pfund Heller verkaufte.
Am 16. Oktober 1288 verkauften Konrad von Ingersheim, seine Frau und seine Kinder Konrad, Götz, Laudilie und Engelin an Benz von der Duben, den Chorherrn von St. German zu Speyer, 30 Schilling ewiger Gült auf der Mühle bei Horrheim, genannt Brendelnes müle, und auf Gärten und Wiesen dabei und widerlegten dem Lehensherrn, dem Edlen Berthold von Weißenstein, die Gült mit einer Wiese bei Horrheim, genannt Ritwise. Sie versprechen für den Fall, dass die Gült von jemand anderem Lehen oder Afterlehen wäre, die Freimachung derselben innerhalb dreier Monate zu erlangen. Der Siegler war Graf Konrad III. von Vaihingen. Die Zeugen waren: Graf Heinrich von Vaihingen, Bliger von Steinach, Werner von Sternenfels und Ulrich von „Branburg“.
Am gleichen Tag beurkundete Graf Konrad III. von Vaihingen diesen Verkauf, und dass er ferner mit seinen beiden Söhnen Konrad und Götz und seinem Schwiegersohn Gratder die Gült dem Käufer aufgab zu Horrheim an der offenen Straße in Gegenwart des Grafen sowie der Brüder Ulrich von Bromberg und Ludwig von Bromberg, dass die vier außer der Zusage der Gewährschaft versprochen haben, vor St. Gallen Tag die Töchter des Verkäufers Laudilie und Engelin zur Auflassung zu bewegen und die Ledigung der Gült vom Lehensherrn zu bewirken. Schließlich beurkundete er, dass Laudilie und Engelin seither vor ihm auf ihr Recht verzichtet haben. Siegler war der Aussteller.